# Bohemio (álbum)
Bohemio es el decimotercer álbum de estudio solista del músico argentino Andrés Calamaro. El disco fue recibido muy positivamente por parte de la crítica especializada. Llegó a ocupar el puesto número 1.º en el listado de los 50 mejores discos del 2013 según Rolling Stone Argentina.
La salida del disco fue presentada a lo largo de un tour por distintos países titulado como el Bohemio Tour. La canción "Belgrano" es un homenaje a Luis Alberto Spinetta, quien había fallecido el año anterior.

## Lista de canciones
| Bohemio |                         |          |  |
| N.º     | Título                  | Duración |  |
| 1.      | «Belgrano»              | 3:15     |  |
| 2.      | «Cuando no estás»       | 3:19     |  |
| 3.      | «Tantas veces»          | 3:23     |  |
| 4.      | «Rehenes»               | 3:83     |  |
| 5.      | «Nacimos para correr»   | 3:84     |  |
| 6.      | «Bohemio»               | 3:07     |  |
| 7.      | «Plástico Fino»         | 4:09     |  |
| 8.      | «Inexplicable»          | 3:79     |  |
| 9.      | «Dentro de una canción» | 3:05     |  |
| 10.     | «Doce Pasos»            | 3:35     |  |
| 34:14   |                         |          |  |

## Videoclips
- Cuando no Estás
- Bohemio
- Rehenes
- Plástico Fino

## Posicionamiento en listas
| Listas (2013)     | Mejor posición |
| ----------------- | -------------- |
| Argentina (CAPIF) | 1              |